# Спутник (Челябинская область)
Спу́тник — посёлок в Чебаркульском районе Челябинской области России. Входит в состав Травниковского сельского поселения.

## География
Посёлок находится в центральной части Челябинской области, в лесостепной зоне, к югу от реки Коелга, к югу от федеральной автомагистрали М5, на расстоянии примерно 10 км (по прямой) к юго-востоку от города Чебаркуль, административного центра района. Абсолютная высота — 338 м над уровнем моря.
Часовой пояс
Посёлок Спутник, как и вся Челябинская область, находится в часовой зоне МСК+2. Смещение применяемого времени относительно UTC составляет +5:00.

## Население
| 2002 | 2010 |
| ---- | ---- |
| 234  | ↘185 |

Гендерный состав
По данным Всероссийской переписи населения 2010 года, в гендерной структуре населения мужчины составляли 41,6 %, женщины — соответственно 58,4 %.
Национальный состав
Согласно результатам переписи 2002 года, в национальной структуре населения русские составляли 92 %.

## Улицы
Уличная сеть посёлка состоит из двух улиц (Ленина и Нефтяников).